# Maji ya Chai
Maji ya Chai è una circoscrizione mista (mixed ward) della Tanzania situata nel distretto di Meru, regione di Arusha. Conta una popolazione di 19 779 abitanti (censimento 2022).